# Nägelstedt
Nägelstedt is een dorp in de Duitse gemeente Bad Langensalza in het Unstrut-Hainich-Kreis in Thüringen. Het dorp wordt voor het eerst genoemd in een oorkonde uit 977. In 1994 werd de tot dan zelfstandige gemeente toegevoegd aan Bad Langensalza.
Aschara · Eckardtsleben · Großwelsbach · Grumbach · Illeben · Klettstedt · Merxleben · Nägelstedt · Thamsbrück · Ufhoven · Waldstedt · Wiegleben · Zimmern